# Dale Carnegie
Pour les articles homonymes, voir Carnegie.
Œuvres principales
- Comment se faire des amis (1936)

Dale Breckenridge Carnegie, né Dale Harbison Carnagey le 24 novembre 1888 à Maryville (Missouri) et mort le 1er novembre 1955 à Forest Hills, quartier de New York (État de New York), est un écrivain et conférencier américain qui a proposé une méthode de développement personnel adaptée au monde de l'entreprise qui porte aujourd'hui son nom. Il est l'auteur du livre best-seller Comment se faire des amis (How to Win Friends and Influence People) publié pour la première fois en 1936 à seulement cinq mille exemplaires et vendu, jusqu'à l'édition 58 — soit à l'été 2010 —, à quelque 40 millions d'exemplaires de par le monde. Ce livre, par ailleurs traduit en 37 langues, était une nouvelle version d'un livre publié dix ans auparavant sous le titre Public Speaking and Influencing Men in Business. Il a également écrit une biographie d'Abraham Lincoln intitulée Lincoln the Unknown ainsi que d'autres livres.
Dans les années qui ont suivi la Grande Dépression, Carnegie a insisté sur l'importance de la « pensée positive » (en anglais, « positive thinking ») dans la réussite professionnelle et la motivation des salariés. Les méthodes mises au point par Carnegie ont surtout été mises en œuvre dans le cadre de la formation ou du perfectionnement des vendeurs et des managers pour démarcher les clients et les prospects. Le psychiatre américain Walton T. Roth a souligné en 1992 que ces méthodes sont efficaces dans le traitement de la phobie sociale.
En 1916, Dale Carnegie a donné des conférences au Carnegie Hall : il avait changé l'orthographe initiale de son nom de famille, Carnegey, pour celle d'Andrew Carnegie, laissant ainsi supposer une parenté avec le millionnaire américain bien connu. Sa veuve est décédée en 1998.
La pensée de Dale Carnegie met en lumière le paradoxe de la sincérité volontaire, communément désignée comme « Le paradoxe Carnegie ». On l'illustre de la manière suivante. L'amitié requiert la sincérité qui, par définition, se manifeste spontanément ; mais la sincérité s'évanouit aussitôt lorsqu'elle provient d'un acte volontaire. En effet, lorsque l'on agit de manière à atteindre un but déterminé, les stratégies mises en œuvre empêchent effectivement la spontanéité et la sincérité gratuites exigées par l'amitié. Le principe rejoint la célèbre citation généralement attribuée à Samuel Goldwyn : « La chose la plus importante pour le comédien est la sincérité. Lorsque vous avez appris à la feindre, vous y êtes. » L'originalité de Dale Carnegie consiste en ce que sa méthode propose des exercices favorisant l'émergence de la sincérité intentionnelle.

## Publications
- Comment parler en public
- Comment trouver le leader en vous
- Comment dominer le stress et les soucis
- Comment se faire des amis
- Dominez le stress et les soucis
- Communiquer votre voie vers le succès
- The Essential Dale Carnegie